# Mendesina carinithorax
Mendesina carinithorax là một loài bọ cánh cứng trong họ Cerambycidae.